# Ober Ost
Ober Ost er en forkortelse for Oberbefehlshaber der gesamten Deutschen Streitkräfte im Osten, som er et tysk begreb der betyder "Øverstkommanderende for alle tyske styrker i øst" under 1. verdenskrig. I praksis henviser det ikke kun til nævnte øverstbefalende, men også til hans militære personale og distriktet de kontrollerede – Ober Ost havde kommandoen over den østlige front. Efter Brest-Litovsk-freden kontrolleredes det som i dag udgør Litauen, Letland, Estland, Hviderusland samt dele af Polen; alle tidligere territorier i det Russiske Kejserrige. Landet som kontrolleredes udgjorde omkring 108.808 km². Ober Ost blev oprettet i 1914, og dens første leder var Paul von Hindenburg, en preussisk militærhelt. Da chefen for generalstaben Erich von Falkenhayn blev afskediget fra embedet i 1916, erstattede von Hindenburg ham, og Prins Leopold af Bayern fik kontrollen over Ober Ost.
| Militær | Spire Denne artikel om militær er en spire som bør udbygges. Du er velkommen til at hjælpe Wikipedia ved at udvide den. |

52°13′59″N 21°01′12″Ø / 52.2331°N 21.02°Ø